# Renault Primastella
La Primastella era un'autovettura di fascia alta prodotta dal 1931 al 1934 dalla Casa automobilistica francese Renault.

## Profilo e storia
Dopo l'uscita di produzione della Vivasix, avvenuta nella seconda metà del 1931, mentre gli ultimi esemplari trovavano via via un proprietario, al Salone di Parigi fu lanciata la sua erede spirituale, una vettura che potesse intendersi come versione semplificata, o comunque economica, della Vivasix stessa. La nuova vettura prese il nome di Primastella, introdotta proprio nell'autunno 1931 sotto la sigla di progetto PG6, e altro non era che una versione a passo corto e meno lussuosa della Vivastella. La vettura nasceva infatti sul telaio della Monastella, ed era lunga 4,25 m, 10 cm in meno della più corta delle Vivastella, della quale manteneva però il gruppo motopropulsore. Rispetto alla Vivastella, tra l'altro, il passo accorciato garantiva un'agilità superiore e prestazioni leggermente più brillanti. Meccanicamente, infatti, la Primastella montava la stessa meccanica della Vivastella prodotta in quegli anni, vale a dire un motore a 6 cilindri in linea da 3180 cm³ di cilindrata, in grado di erogare una potenza massima di 60 CV. Tale motore, che comunque venne rivisto in alcuni punti, come per esempio il sistema di lubrificazione mediante pompa, era in grado di spingere la vettura a una velocità massima di 115 km/h. L'impianto frenante si avvaleva di freni a tamburo sia davanti che dietro. La stampa accolse molto bene la nuova arrivata, della quale elogiò ampiamente le prestazioni brillanti e la sua maneggevolezza. Disponibile con carrozzerie berlina, coach, cabriolet roadster e venduta a prezzi compresi tra i 28.900 e i 38.000 franchi, la Primastella PG6 fu prodotta fino al mese di agosto del 1932 in 2.349 esemplari. Gli ultimi esemplari di tale serie furono caratterizzati dal cofano motore dotato di prese d'aria apribili a deflettore, in luogo della classica fila di fitte feritoie.
Proprio nell'agosto del 1932 fu introdotta la serie PG8 della Primastella, che vide il passaggio del posto guida da sinistra a destra, una piccola rivoluzione che nello stesso anno interessò anche il resto della gamma Renault. Tra l'agosto 1932 e il maggio 1933 furono prodotti 2.778 esemplari della PG8, che proprio nella tarda primavera del 1933 venne sostituita dalla PG8 SA, il cui arrivo sancì il passaggio della Primastella dai tradizionali ammortizzatori a frizione ai più moderni ammortizzatori idraulici. La PG8 SA fu commercializzata per un periodo ancora inferiore a quello già breve riservato alla PG8: nel settembre 1933 fu già tolta di listino dopo essere stata prodotta in 385 esemplari.
Alla PG8 SA succedette la PG10, caratterizzata da una carrozzeria che mostrò i primi segni di adeguamento alla nascente tendenza aerodinamica. Tale carrozzeria venne realizzata nell'atelier Stella interno alla Renault stessa, e per la PG10 furono disponibili solo due varianti di carrozzeria: berlina e coach. Fu comunque possibile ordinare la Primastella PG10 anche con carrozzeria classica, non profilata. Il motore era sempre lo stesso, tuttavia la PG10 fu ordinabile anche con il nuovo e più potente propulsore da 3.620 cm³, in grado di erogare fino a 85 CV di potenza massima, sufficienti per garantire una velocità di punta di quasi 130 km/h. La produzione fu mantenuta fino al maggio 1934, dopodiché il modello uscì di listino con 1.048 esemplari prodotti. Fu l'ultima Primastella proposta in listino.